# Права ЛГБТ на Багамах
Лесбиянки, геи, бисексуалы и трансгендеры (ЛГБТ) на Багамских островах могут столкнуться с проблемами, с которыми не сталкиваются жители, не относящиеся к ЛГБТ. Хотя однополые сексуальные отношения на Багамах легальны, здесь нет законов, направленных на борьбу с дискриминацией или преследованием по признаку сексуальной ориентации или гендерной идентичности, а также не признаются однополые союзы в любой форме, будь то брак или партнерство. Семьи, состоящие из однополых пар, также не имеют права на те же права, которые предоставляются разнополым супружеским парам.

## Законность однополых сексуальных отношений
Однополые отношения между взрослыми по обоюдному согласию стали законными на Багамских островах в 1991 году. Однако уголовный кодекс по-прежнему требует более высокого возраста согласия на гомосексуальные действия. Законный возраст согласия на сексуальные отношения составляет 16 лет для гетеросексуальных пар и 18 лет для однополых пар.

## Признание однополых отношений
Однополые браки и гражданские союзы не являются законными на Багамах. Группы по защите прав ЛГБТ никогда не оспаривали брачные законы страны, и «Багамский закон о браке» гласит, что багамский брак состоит из мужчины и женщины.
В июле 2011 года, после ратификации Закона о браке на Багамских островах, бывший государственный министр финансов Живарго Лаинг заявил: «Как сообщество на Багамах мы считаем, что брак должен быть и заключается между мужчиной и женщиной. Брак считается недействительным, если он заключен между лицами, которые были мужчиной и мужчиной или женщиной и женщиной. Таким образом, в этом законопроекте о браке между мужчинами мы утверждаем этот факт в явном позитивном ключе - брак должен заключаться между мужчиной и женщиной, и мы хотим, чтобы это было предельно ясно, что это так, и это соответствует нашим общественным стандартам».
В 2013 году бывший верховный судья Багамских островов Майкл Л. Барнетт заявил: «Я не сомневаюсь, что это лишь вопрос времени, когда суды Багамских островов рассмотрят вопрос об однополых браках. Я также не сомневаюсь, что при решении этого вопроса мы будем уважать решения, которые исходят не только от стран Содружества, таких как Канада и Австралия, но и от решений судов США. Но наши ссылки на мнения судей США не ограничиваются ссылками на эти решения в наших собственных суждениях».
В 2013 году бывший премьер-министр Перри Кристи заявил, что Багамские острова не будут рассматривать возможность однополых браков, сказав: «Это то, во что я не верю».
В 2016 году, агитируя за конституционный референдум 2016 года на Багамских островах, бывший премьер-министр Перри Кристи вновь высказался против однополых браков, сказав: «Я повторяю: этот референдум не приведет к тому, что однополые браки станут законными на Багамах. Брак на Багамах будет законным, только если он заключается между мужчиной и женщиной, а мужчина и женщина определяются при рождении».

## Защита от дискриминации
17 июня 2011 года правительство Багамских островов выразило поддержку декларации ООН о сексуальной ориентации и гендерной идентичности. Однако никаких действий со стороны правительства по обеспечению включения положений о недискриминации ЛГБТ в законы предпринято не было.
Дискриминация в таких областях, как трудоустройство, образование, жилье, здравоохранение, банковское дело и государственные предприятия на основании сексуальной ориентации или гендерной идентичности не является незаконной. Также не существует национальных законов о преступлениях на почве ненависти для предотвращения или наказания насилия, направленного на представителей ЛГБТ-сообщества.
В 2001 году правительство предложило законопроект о сфере занятости, который включал пункт, запрещающий дискриминацию на рабочем месте по признаку сексуальной ориентации. Этот пункт был удален вскоре после принятия законопроекта.

### Конституционная защита
Конституция Багамских островов предусматривает различные гражданские свободы, но запрет на дискриминацию не включает сексуальную ориентацию или гендерную идентичность. Попытки включить сексуальную ориентацию в недавно предложенную Конституцию были заблокированы членами назначенной правительством комиссии, которая выступает против гомосексуализма из-за религиозных мотивов.
21 марта 2006 года Комиссия по конституционной реформе представила предварительный отчет предыдущему правительству Прогрессивной либеральной партии. Комиссия указала, что к гражданам должно быть одинаковое отношение независимо от религии, политической принадлежности, расы, пола и гендера. Однако, несмотря на рекомендации, она не рассматривала сексуальную ориентацию как признак, заслуживающий защиты от дискриминации.

## Военная служба
Не существует запретов на службу ЛГБТ-граждан в полиции или вооруженных силах Багамских островов. В мае 1998 года министр национальной безопасности и заместитель премьер-министра Фрэнк Уотсон заявил, что армия, тюремная служба и полиция не дискриминируют служащих по признаку сексуальной ориентации.

## Социальные условия
Многие багамцы придерживаются социально консервативных христианских конфессий, которые, как правило, считают, что гомосексуализм и переодевание являются признаками упадка и безнравственности. Политики не склонны публично поддерживать законодательство о правах ЛГБТ.
Хотя на Багамских островах нет исключительно гей-баров или клубов, в Нассау существует подпольная гей-сцена, а также множество дружественных геям курортов, кафе и баров в разных частях страны.
Экономика Багамских островов основана на туризме, и правительство нацелено на различные рынки, но не на растущий рынок ЛГБТ-туризма. Индивидуальные и небольшие группы туристов-гомосексуалистов обычно не сталкиваются с проблемами, но группы ЛГБТ-туристов в разных случаях подвергались протестам. Однако Радужный альянс Багамских островов провел контр-протест во время демонстраций 2004 года, приветствуя ЛГБТ-туристов.
Сегодня отмечается, что Багамские острова становятся все более дружелюбными к геям. Однако местные жители предупреждают, что гомофобия все еще остается заметной социальной проблемой, и рекомендуют туристам проявлять осмотрительность.
В декабре 2018 года правительство Канады выпустило новые рекомендации для путешественников, предупреждающие гей-пары о риске гомофобии на Багамах. Багамская ЛГБТ-активистка Эрин Грин сказала газете Bahamas Tribune: «Я думаю, что это здравый, разумный совет для ЛГБТ-канадцев». Алексус Д'Марко сказал газете: «Мы должны признать, что ЛГБТ существуют на Багамах, что они подвергаются стигматизации и дискриминации».
Однако в феврале 2019 года сообщалось, что более половины из 5400 мужчин, находившихся на борту исключительно гей-круиза «Allure Caribbean Cruise that disembarked» в Нассау, заявили, что чувствуют себя «безопасно» и «комфортно», что, по словам активиста Алексуса Д'Марко, является хорошим признаком того, что столица считается «безопасной» для ЛГБТ-сообщества.
Было даже несколько громких случаев дискриминации, направленной на ЛГБТ-граждан, а также туристов на Багамах:
- В июле 2004 года церковные группы протестовали против прибытия круиза R Family Vacations Рози О'Доннелл[21].
- В сентябре 2005 года 18-летнюю королеву красоты лишили короны после того, как подтвердились слухи о том, что она лесбиянка[22].
- В марте 2006 года Багамский совет по контролю за играми и фильмами запретил американский фильм на гей-тематику «Горбатая гора»[23][24].
- В сентябре 2007 года Багамский христианский совет сформировал антигейский комитет для борьбы с группой геев после того, как та попросила местную кабельную компанию сделать канал Logo, ориентированный на ЛГБТ-сообщество[25].
- 6 октября 2007 года полиция провела рейд на гей-вечеринку в центре Нассау, но не смогла никого арестовать, так как не было совершено никакого преступления. Гости вечеринки потребовали извинений от местной полиции[26].
- Министерство туризма Багамских островов принесло извинения круизной компании[27]. Этот инцидент стал зеркальным отражением общественного протеста против круиза лесбиянок, который причалил в Нассау 14 апреля 1998 года[28].
- В 2009 году суд присяжных оправдал мужчину, обвиненного в убийстве гомосексуального ВИЧ-положительного мужчины. Мужчина использовал так называемую "«защиту от гей-паники»", утверждая, что гомосексуалист пытался его изнасиловать. Однако обвинение отрицало это и заявило, что гея - владельца магазина и сына политика - ограбили перед убийством. Обвинение также поставило под сомнение, почему мужчина пошел в квартиру гея около 11 часов вечера, утверждая, что это было сделано с намерением совершить ограбление. Но адвокат защиты заявил, что его клиент «защищал свое мужское достоинство» и убийство гея было оправданным. Эта история вызвала международное возмущение[29].
- 10 июня 2010 года в аналогичном деле о защите гея от паники осужденный убийца получил очень мягкий приговор за убийство гея. Осужденный утверждал, что гей сделал «гомосексуальный шаг» по отношению к нему. Джоан Сойер, председатель Апелляционного суда, заявила: «Человек имеет право применить любую силу, необходимую для того, чтобы не стать жертвой гомосексуального акта»[30].
- 24 июня 2011 года Багамский совет по контролю за спектаклями и фильмами попытался заблокировать показ фильма на гей-тематику «Дети Бога» багамского производства на публичной площади в центре Нассау[31][32]. Однако в этом случае правительство отменило решение совета и разрешило показ фильма.

### Насилие против ЛГБТ
Было много случаев убийств гомосексуальных мужчин, и ни один из них не был раскрыт.
Имена жертв, их профессии и даты смерти следующие:
- Кевин Уильямс, полицейский, 15 мая 2001 года[34];
- Таддеус Макдональд, преподаватель, 16 ноября 2007 года[35][36];
- Харл Тейлор, дизайнер, 18 ноября 2007 года[37];
- Веллингтон Аддерли, активист, 26 мая 2008 года[38];
- Марвин Уилсон, официант, 3 июня 2008 года[39];
- Пол Уайли, танцор, 19 октября 2008 года[36];
- Шавадо Симмонс, фотограф, 17 июля 2011[40];
- Элкин Мосс, официант, 20 июля 2013[41];
- Девинс Смит, банкир, 25 декабря 2015 года[42].

Обвиняемый в 2007 году в убийстве дизайнера сумок Харла Тейлора, Тройнико Макнил был признан невиновным.
События и случаи анти-ЛГБТ насилия:
- Американец, который, как утверждается, подвергся нападению группы лиц во время концерта на Багамском Карнавале Джанкану рано утром в субботу, утверждает, что он стал «мишенью и был избит», потому что он гей[44].

## Движение за права ЛГБТ на Багамских островах
Из-за недоверия к судебной системе, правового неравенства и гомофобии на Багамах многие ЛГБТ сохраняют свою сексуальную ориентацию или гендерную идентичность в тайне. Хотя организациям по защите прав ЛГБТ было разрешено существовать, на ЛГБТ-группы часто оказывают давление, заставляя их скрывать свои общественные мероприятия. Бывшая группа по защите прав ЛГБТ, Радужный альянс Багамских островов, начала публичную кампанию против дискриминации и участвовала в ток-шоу на эту тему. Сегодня Багамские защитники равенства ЛГБТ и Фонд DMARCO выступают против гомофобии через социальные сети.
Новый этап общественных кампаний наступил для ЛГБТ-сообщества Багамских островов, когда трансгендерные женщины начали брать на себя инициативу в вопросах ЛГБТ. Багамское объединение трансгендеров-интерсексуалов (BTIU) 26 апреля 2016 года запустило свою многоуровневую кампанию за равенство «Багамские транс жизни имеют значение», которая направлена на обеспечение равных прав для трансгендеров Багамских островов. Президент BTIU и основатель фонда DMARCO Алексус Д'Марко вступила в разговор на национальном уровне на пресс-конференции в Нассау, Багамы, где к ней присоединились другие женщины, чтобы привлечь внимание к проблемам, с которыми часто сталкиваются транссексуалы. Выступление этих женщин вызвали споры в обществе, поскольку в стране должен был состояться референдум о равенстве.
Премьер-министр заявил: «Я хочу внести ясность: эти законопроекты не предлагают радикальных изменений. Напротив, речь идет о том, чтобы убедиться, что высший закон страны отражает наши ценности и нашу приверженность справедливости». Законопроект не легализовал однополые браки на Багамах и не был инклюзивным для сообщества трансгендеров или интерсексуалов. Это движение вызвало возмущение члена правительства Лесли Миллера, который публично призвал к «изгнанию трансгендеров с Багамских островов». Лесли Миллер решительно осудил растущее сообщество трансгендеров в этой стране, призывая людей внести финансовый вклад в изгнание этой части общества на их собственный частный остров, чтобы «они не мешали». Он пообещал выделить группе первые 1000 долларов на это переселение.
В 2019 году была создана «Багамская организация по делам ЛГБТ». Ее цель - формализовать средства информирования и просвещения общественности по вопросам ЛГБТ.

## Общественное мнение
В 2013 году министр иностранных дел Фред Митчелл заявил, что багамцы должны принять политика-гея или лесбиянку. Однако опрос показал, что его мнение не разделяется населением: только 12% опрошенных положительно относятся к геям или лесбиянкам, баллотирующимся в президенты. Более 84% всех респондентов заявили, что категорически не одобряют идею политика-гея или лесбиянки.
В 2015 году опрос, опубликованный в газете The Nassau Guardian, показал, что 85,5% респондентов решительно не одобряют однополые браки, и только 10,6% одобряют их.
| Однополые отношения разрешены                                                                          | C 1991 года |
| Равный возраст сексуального согласия                                                                   | Yes         |
| Антидискриминационные законы в сфере занятости                                                         | No          |
| Антидискриминационные законы в сфере предоставления товаров и услуг                                    | No          |
| Антидискриминационные законы во всех других областях (включая косвенную дискриминацию, язык ненависти) | No          |
| Однополые браки разрешены                                                                              | No          |
| Признание однополых пар                                                                                | No          |
| Усыновление приемных детей однополыми парами                                                           | No          |
| Опекунство над детьми однополыми парами                                                                | No          |
| Геям и лесбиянкам разрешено открыто служить в армии                                                    | Yes         |
| Право на смену юридического пола                                                                       | Yes         |
| Доступ к ЭКО для лесбиянок                                                                             | No          |
| Коммерческое суррогатное материнство для гей-пар                                                       | No          |
| Мужчинам, практикующих секс с мужчинами, разрешено сдавать кровь                                       | No          |